# Mặt trận Đoàn kết Dân tộc Campuchia
Mặt trận Đoàn kết Dân tộc Campuchia hay còn gọi là Mặt trận Đoàn kết Dân tộc Khmer (tiếng Pháp: Front uni national du Kampuchéa hoặc Front uni national Khmer, tiếng Anh: National United Front of Kampuchea hoặc Khmer United National Front), thường được viết tắt là FUNK, là một tổ chức do Quốc vương Campuchia Norodom Sihanouk bị truất phế thành lập vào năm 1970 trong khi ông đang lưu vong ở Bắc Kinh, với mục tiêu giải phóng đất nước và xây dựng lại đất nước sau khi chiến thắng.

## Lịch sử
Mặt trận Đoàn kết Dân tộc Campuchia được cho là một tổ chức bảo trợ lực lượng chống đối việc tướng Lon Nol chiếm đoạt quyền lực, thế nhưng Đảng Cộng sản Campuchia/du kích Khmer Đỏ đã kịp thành lập lực lượng quân sự cơ bản do đó thâu tóm toàn bộ mặt trận. Ngoài những người cộng sản, có thêm hai phe phái khác nhau tham gia vào cuộc nổi dậy gồm: phe bảo hoàng thân Sihanouk gọi là Khmer Rumdo chưa bao giờ nắm được quyền hành thực sự ở mặt trận và phe thân Việt Nam đa phần là những cán bộ của Khmer Issarak.
Những vùng lãnh thổ do du kích kiểm soát trên danh nghĩa dưới sự lãnh đảo của Chính phủ Liên hiệp Dân tộc Hoàng gia Campuchia (GRUNK). Chính phủ đặt trụ sở tại Bắc Kinh. Sihanouk vẫn là nguyên thủ quốc gia trong chính phủ đó, Penn Nouth là Thủ tướng và Khieu Samphan là Phó Thủ tướng, Bộ trưởng Quốc phòng kiêm Tổng tư lệnh các lực lượng GRUNK. Nhờ khả năng lợi dụng sự tôn kính tập tục truyền thống của quần chúng nông dân, Quốc vương Campuchia đã nhiều lần giúp đỡ Khmer Đỏ tuyển mộ thành viên cho mặt trận. Cả Trung Quốc, Liên Xô và Việt Nam đều ủng hộ Chính phủ Hoàng gia, trong khi Việt Nam vẫn giữ lập trường ủng hộ Sihanouk thì Khmer Đỏ đã bắt đầu củng cố vị trí của họ vào năm 1971. Nhà vua bị phế truất vẫn chỉ là một bù nhìn của mặt trận và nguyên thủ quốc gia trên danh nghĩa cho tới khi Khmer Đỏ lật đổ chế độ Lon Nol vào tháng 4 năm 1975.